# Leichtathletik-Europameisterschaften 2014/4 × 400 m der Männer

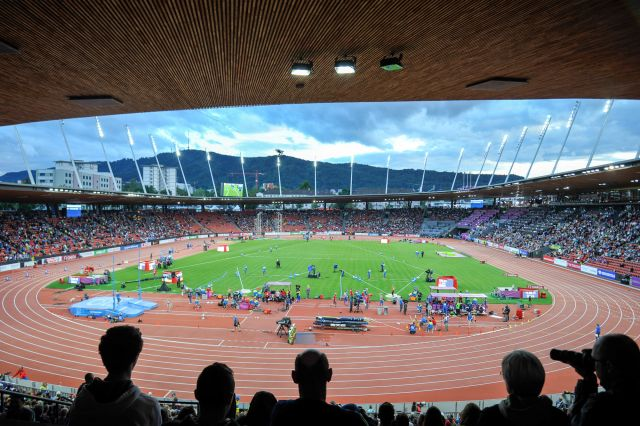
Das Letzigrund-Stadion während der Europameisterschaften 2014

Die 4-mal-400-Meter-Staffel der Männer bei den Leichtathletik-Europameisterschaften 2014 wurde am 16. und 17. August 2014 im Letzigrund-Stadion von Zürich ausgetragen.
Europameister wurde Großbritannien in der Besetzung Conrad Williams (Finale), Matthew Hudson-Smith (Finale), Michael Bingham und Martyn Rooney sowie den im Vorlauf außerdem eingesetzten Nigel Levine und Rabah Yousif.
Den zweiten Platz belegte Polen mit Rafał Omelko, Kacper Kozłowski, Łukasz Krawczuk (Finale) und Jakub Krzewina (Finale) sowie den im Vorlauf außerdem eingesetzten Michał Pietrzak und Andrzej Jaros.
Bronze ging an Frankreich mit Mame-Ibra Anne, Teddy Atine-Venel, Mamoudou Hanne und Thomas Jordier.
Auch die nur im Vorlauf eingesetzten Läufer erhielten entsprechendes Edelmetall.

## Rekorde

### Bestehende Rekorde
| Weltrekord           | 2:54,29 min | USA (Andrew Valmon, Quincy Watts, Harry Reynolds, Michael Johnson)       | WM Stuttgart, Deutschland | 22. August 1993   |
| Europarekord         | 2:56,60 min | Großbritannien (Iwan Thomas, Jamie Baulch, Mark Richardson, Roger Black) | OS Atlanta, USA           | 3. August 1996    |
| Meisterschaftsrekord | 2:58,22 min | Großbritannien (Paul Sanders, Kriss Akabusi, John Regis und Roger Black) | EM Split, Jugoslawien     | 1. September 1990 |

Der bestehende EM-Rekord wurde bei diesen Europameisterschaften nicht erreicht. Die schnellste Zeit erzielte Europameister Großbritannien im Finale mit 2:58,79 min, womit das Quartett nur 57 Hundertstelsekunden über dem Rekord blieb und eine neue Europajahresbestleistung aufstellte. Zum Europarekord fehlten 2,19 s, zum Weltrekord 4,50 s. Bei drei Staffeln unter drei Minuten im Finale war das Niveau hoch.

### Rekordverbesserungen
Es wurden zwei neue Landesrekorde aufgestellt:
- 3:03,57 min – Irland (Brian Gregan, Brian Murphy, Richard Morrissey, Thomas Barr), zweiter Vorlauf am 16. August
- 3:01,67 min – Irland (Brian Gregan, Mark English, Richard Morrissey, Thomas Barr), Finale am 17. August

## Doping
Hier kam es zu einer dopingbedingten Disqualifikation:
Der auch im 400-Meter-Einzelrennen disqualifizierte Maxim Dyldin war Mitglied der russischen Staffel. Diese hatte im Finale zunächst den zweiten Rang belegt, wurde jedoch nach Bekanntwerden von Dyldins Dopingverstoß ebenfalls disqualifiziert. Maxim Dyldin wurde wegen einer verpassten Dopingprobe vom Internationalen Sportgerichtshof (CAS) vom 6. Januar 2017 an für vier Jahre gesperrt. Seine bei den Olympischen Spielen 2012 und später erzielten Resultate wurden annulliert.
Benachteiligt wurden dadurch vor allem zwei Teams:
- Frankreich erhielt seine Bronzemedaille erst weit nach Abschluss der Europameisterschaften und konnte außerdem nicht an der Siegerehrung teilnehmen.
- Spanien hatte sich eigentlich für das Finale qualifiziert, konnte dort wegen der verspäteten Disqualifikation der russischen Staffel dort nicht dabei sein.

## Legende
Kurze Übersicht zur Bedeutung der Symbolik – so üblicherweise auch in sonstigen Veröffentlichungen verwendet:
| NR  | Nationaler Rekord                     |
| EL  | Europajahresbestleistung              |
| DSQ | disqualifiziert                       |
| DOP | wegen Dopingvergehens disqualifiziert |
| IWR | Internationale Wettkampfregeln        |
| TR  | Technische Regeln                     |

## Vorrunde
16. August 2014, 16:48 Uhr
Die Vorrunde wurde in zwei Läufen durchgeführt. Die ersten drei Staffeln pro Lauf – hellblau unterlegt – sowie die darüber hinaus zwei zeitschnellsten Teams – hellgrün unterlegt – qualifizierten sich für das Finale.

### Vorlauf 1
Im ersten Vorlauf kam es im Gedränge zu einer Behinderung der niederländischen Staffel durch das Team aus der Ukraine. Nachdem die Niederlande Protest eingelegt hatte, wurde die Ukraine disqualifiziert und das niederländische Quartett erhielt nach Abschluss der beiden Vorläufe das Recht, in einem Rennen nur mit dieser einen Staffel noch einmal zu laufen, um zu versuchen, die für die Finalqualifikation notwendige Zeit von 3:04,07 min zu unterbieten. Im ersten Rennen hatte die niederländische Mannschaft mit 3:04,72 min die Berechtigung zur Finalteilnahme knapp verfehlt. Mit der Zeit von 3:05,93 min erreichten die Niederländer im Wiederholungslauf ihr gestecktes Ziel jedoch nicht und waren so im Finale nicht dabei.
| Platz | Staffel        | Besetzung                                                                   | Zeit (min)                  |
| ----- | -------------- | --------------------------------------------------------------------------- | --------------------------- |
| 1     | Großbritannien | Nigel Levine (Vorlauf) Michael Bingham Rabah Yousif (Vorlauf) Martyn Rooney | 3:00,65                     |
| 2     | Frankreich     | Mame-Ibra Anne Teddy Atine-Venel Mamoudou Hanne Thomas Jordier              | 3:00,80                     |
| 3     | Deutschland    | Thomas Schneider David Gollnow (Vorlauf) Miguel Rigau Jonas Plass           | 3:02,41                     |
| 4     | Tschechien     | Jan Tesař Daniel Němeček Michal Desenský Patrik Šorm                        | 3:04,07                     |
| 5     | Niederlande    | Bjorn Blauwhof Terrence Agard Obed Martis Liemarvin Bonevacia               | 3:04,72                     |
| 6     | Italien        | Lorenzo Valentini Michele Tricca Isalbet Juarez Matteo Galvan               | 3:04,74                     |
| 7     | Dänemark       | Festus Asante Andreas Bube Nick Ekelund-Arenander Nicklas Hyde              | 3:08,12                     |
| DSQ   | Ukraine        | Witalij Butrym Jewhen Huzol Danylo Danylenko Wolodymyr Burakow              | IWR 163, TR17.2 Behinderung |

### Vorlauf 2

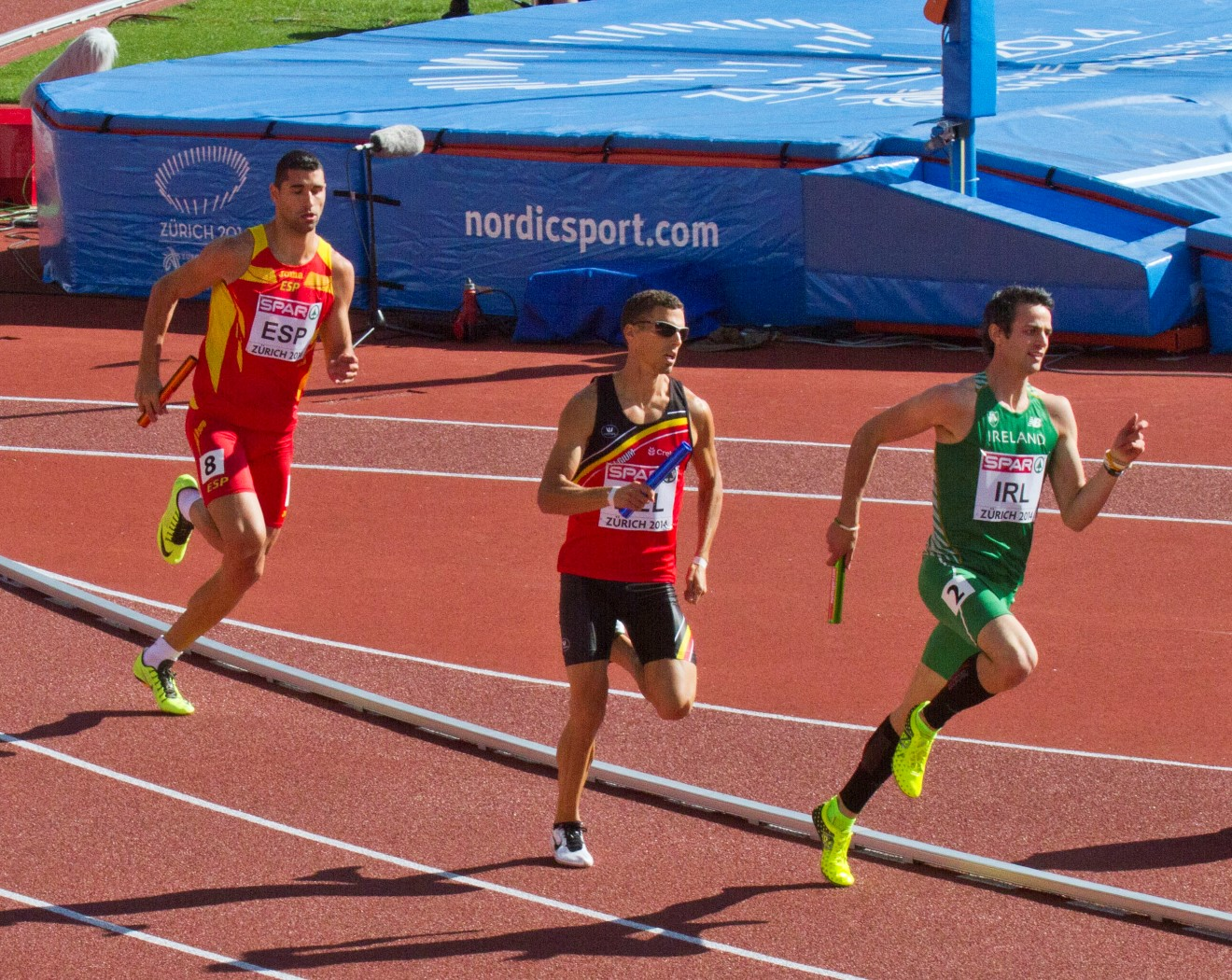
Zweiter Vorlauf: Staffeln auf der Schlussrunde (v. l. n. r.): Samuel García, Kevin Borlée, Thomas Barr

| Platz | Staffel  | Besetzung                                                                       | Zeit (min)                                     |
| ----- | -------- | ------------------------------------------------------------------------------- | ---------------------------------------------- |
| 1     | Polen    | Michał Pietrzak (Vorlauf) Kacper Kozłowski Andrzej Jaros (Vorlauf) Rafał Omelko | 3:03,52                                        |
| 2     | Irland   | Brian Gregan Brian Murphy (Vorlauf) Richard Morrissey Thomas Barr               | 3:03,57 NR                                     |
| 3     | Belgien  | Julien Watrin Antoine Gillet (Vorlauf) Michaël Bultheel Kevin Borlée            | 3:03,83                                        |
| 4     | Spanien  | Pau Fradera Mark Ujakpor Lucas Búa Samuel García                                | 3:04,68 eigentlich für das Finale qualifiziert |
| 5     | Türkei   | Batuhan Altıntaş Halit Kılıç İlham Tanui Özbilen Yavuz Can                      | 3:07,68                                        |
| 6     | Schweiz  | Silvan Lutz Daniele Angelella Philipp Weissenberger Johannes Wagner             | 3:08,63                                        |
| 7     | Kroatien | Staša Vrhovec Mateo Kovačić Yann Senjaric Mateo Ružić                           | 3:12,73                                        |
| DOP   | Russland | Nikita Uglow Pawel Iwaschko Pawel Trenichin (Vorlauf) Wladimir Krasnow          | 3:03,19 für das Finale zugelassen              |

### Vorlauf 3: Wiederholungslauf für die Niederlande
| Platz | Staffel     | Besetzung                                                     | Zeit (min) |
| ----- | ----------- | ------------------------------------------------------------- | ---------- |
| 1     | Niederlande | Bjorn Blauwhof Terrence Agard Obed Martis Liemarvin Bonevacia | 3:05,93    |

## Finale

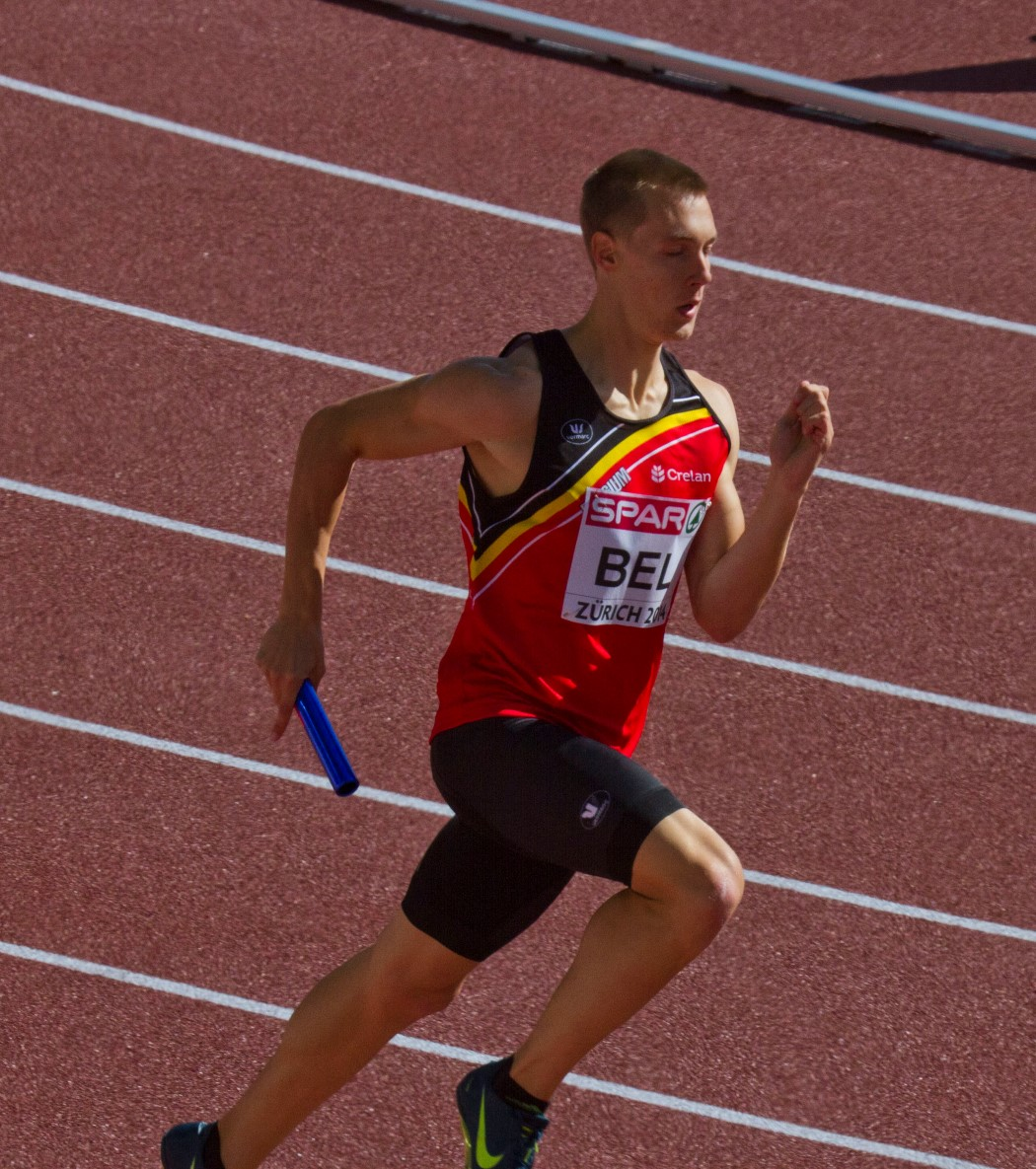
Julien Watrin auf seiner Startrunde für Belgien

17. August, 15:42 Uhr 
| Platz | Staffel        | Besetzung | Zeit (min) |
| ----- | -------------- | --- | ---------- |
| 1     | Großbritannien | Conrad Williams (Finale) Matthew Hudson-Smith (Finale) Michael Bingham Martyn Rooney im Vorlauf außerdem: Nigel Levine Rabah Yousif | 2:58,79 EL |
| 2     | Polen          | Rafał Omelko Kacper Kozłowski Łukasz Krawczuk (Finale) Jakub Krzewina (Finale) im Vorlauf außerdem: Michał Pietrzak Andrzej Jaros   | 2:59,85    |
| 3     | Frankreich     | Mame-Ibra Anne Teddy Atine-Venel Mamoudou Hanne Thomas Jordier                                                                      | 2:59,89    |
| 4     | Irland         | Brian Gregan Mark English (Finale) Richard Morrissey Thomas Barr im Vorlauf außerdem: Brian Murphy                                  | 3:01,67 NR |
| 5     | Deutschland    | Kamghe Gaba (Finale) Miguel Rigau Jonas Plass Thomas Schneider im Vorlauf außerdem: David Gollnow                                   | 3:01,70    |
| 6     | Belgien        | Julien Watrin Kevin Borlée Michaël Bultheel Stef Vanhaeren (Finale) im Vorlauf außerdem: Antoine Gillet                             | 3:02,60    |
| 7     | Tschechien     | Jan Tesař Daniel Němeček Michal Desenský Patrik Šorm                                                                                | 3:04,56    |
| DOP   | Russland       | Maxim Dyldin (Finale) Pawel Iwaschko Nikita Uglow Wladimir Krasnow im Vorlauf außerdem: Pawel Trenichin                             | 2:59,38    |

## Videolink
- 4x400m men 2014 European Athletics Team Championships, youtube.com, abgerufen am 10. März 2023